# 亚硫酸钴
亚硫酸钴是一种无机化合物，化学式为CoSO3。

## 制备
氢氧化钴悬浊液和二氧化硫反应，可以得到亚硫酸钴五水合物：
Co(OH)2 + SO2 + 4 H2O → CoSO3·5H2O

## 相关物种
亚硫酸钴可以和碱金属亚硫酸盐形成复盐。亚硫酸根也能和Co(II)配位，形成配合物。